# 中央委员会
中央委员会或中央执行委员会，是部分社會團體設置的中央行政機構，多由政黨採用，尤其社會主義政黨、共產黨與列寧式政黨，一般以「黨中央」、「中央黨部」或「中央」稱之，且不管其執政與否，例如中国共产党中央委员会就一直被简称为“中共中央”。在政党内部，中央委员会由党员代表大会选举产生。在执政的共产党中，中央委员会在代表大会闭会期间决定党的事务，有时负责选举中央政治局成员。而非执政的共产党，一旦民主集中制的程序导致意见一致的情形，中央委员会通常被党员理解为决策中最终权力部门。
政黨以外的各種组织也可能有中央委员会，例如门诺派和匿名戒酒會，以及“为良心拒服兵役中央委员会”。在美国，民主党和共和党都有中央委员会，他们担当着领导国家组织／行政层面组织的职责，如同各郡和州当地民主党或共和党政府内，個別的地区委员会一样的地位。或莱茵河航运中央委员会此类机构。
在中華民國政黨當中，主要政黨皆以中央委員會或中央黨部做為最高行政機構。而「黨中央」一詞除了指中央委員會外，有時也指各政黨的「中央常務委員會」（簡稱「中常會」），由中央委員會成員中選出數名中央常務委員（簡稱「中常委」）組成，參與政黨內部的核心事務，功能類似共產黨的政治局類似。

## 相關頭銜
在朝鮮及朝鮮勞動黨，「黨中央」是金正日在1970年代被金日成選為接班人後的頭銜。

## 列表

### 列寧式政黨
| 社會主義國家/主權國家                         | 政黨                                        | 中央委員會                                                             | 政党领袖                                    |
| 現存列寧式政黨執政下的社會主義國家/主權國家   | 現存列寧式政黨執政下的社會主義國家/主權國家 | 現存列寧式政黨執政下的社會主義國家/主權國家                            | 現存列寧式政黨執政下的社會主義國家/主權國家 |
| --------------------------------------------- | ------------------------------------------- | ---------------------------------------------------------------------- | ------------------------------------------- |
| 中华人民共和国                                | 中國共產黨                                  | 中國共產黨中央委員會                                                   | 習近平                                      |
| 中华人民共和国                                | 中國國民黨革命委員會                        | 中國國民黨革命委員會中央委員會                                         | 郑建邦                                      |
| 中华人民共和国                                | 中國民主同盟                                | 中國民主同盟中央委員會                                                 | 丁仲禮                                      |
| 中华人民共和国                                | 中國致公黨                                  | 中國致公黨中央委員會                                                   | 蔣作君                                      |
| 中华人民共和国                                | 中國農工民主黨                              | 中國農工民主黨中央委員會                                               | 何維                                        |
| 中华人民共和国                                | 中國民主建國會                              | 中國民主建國會中央委員會                                               | 郝明金                                      |
| 中华人民共和国                                | 中國民主促進會                              | 中國民主促進會中央委員會                                               | 蔡達峰                                      |
| 中华人民共和国                                | 九三學社                                    | 九三學社中央委員會                                                     | 武維華                                      |
| 中华人民共和国                                | 台灣民主自治同盟                            | 台灣民主自治同盟中央委員會                                             | 蘇輝                                        |
| 中华人民共和国                                | 中國共產主義青年團                          | 中國共產主義青年團中央委員會                                           | 阿東                                        |
|                                               | 朝鮮勞動黨                                  | 朝鮮勞動黨中央委員會                                                   | 金正恩                                      |
| 越南                                          | 越南共產黨                                  | 越南共產黨中央委員會                                                   | 苏林                                        |
|                                               | 老撾人民革命黨                              | 寮國人民革命黨中央委員會                                               | 本揚·沃拉吉                                 |
| 古巴                                          | 古巴共產黨                                  | 古巴共產黨中央委員會                                                   | 勞爾·卡斯特羅                               |
| 南非                                          | 南非共產黨                                  | 南非共產黨中央委員會                                                   | 布莱德·恩齐曼德                             |
| 俄羅斯                                        | 俄羅斯聯邦共產黨                            | 俄羅斯聯邦共產黨中央委員會                                             | 根納季·安德烈耶維奇·久加诺夫                |
| 印度                                          | 印度共產黨（馬克思主義）                    | 印度共產黨（馬克思主義）中央委員會                                     | 西塔拉姆·亚秋里                             |
| 柬埔寨                                        | 柬埔寨人民黨                                | 柬埔寨人民黨中央委員會                                                 | 洪森                                        |
| 日本                                          | 日本共產黨                                  | 日本共產黨中央委員會                                                   | 志位和夫                                    |
| 歷史上列寧式政黨執政下的社會主義國家/主權國家 |                                             |                                                                        |                                             |
| 苏联                                          | 蘇聯共產黨                                  | 蘇聯共產黨中央委員會                                                   | 米哈伊爾·戈爾巴喬夫                         |
| 朝鮮民主主義人民共和國                        | 北朝鮮勞動黨 南朝鮮勞動黨 朝鮮新民黨        | 南北朝鮮勞動黨聯合中央委員會 朝鮮勞動黨中央委員會 朝鮮新民黨中央委員會 | 金日成 金枓奉 朴憲永                        |
| 阿富汗                                        | 阿富汗人民民主黨                            | 阿富汗人民民主黨中央委員會                                             | 哈菲佐拉·阿明                               |
| 阿尔巴尼亚                                    | 阿爾巴尼亞勞動黨                            | 阿爾巴尼亞勞動黨中央委員會                                             | 恩維爾·霍查                                 |
| 波蘭                                          | 波蘭統一工人黨                              | 波蘭統一工人黨中央委員會                                               | 米奇斯瓦夫·拉科夫斯基                       |
| 匈牙利                                        | 匈牙利勞動人民黨                            | 匈牙利勞動人民黨中央委員會                                             | 卡达尔·亚诺什                               |
| 匈牙利                                        | 匈牙利社會主義工人黨                        | 匈牙利社會主義工人黨中央委員會                                         | 格罗斯·卡罗伊                               |
| 義大利                                        | 意大利共产党人党                            | 意大利共產黨中央委員會                                                 | 阿雷桑德罗·纳塔                             |
| 南斯拉夫                                      | 南斯拉夫共產主義者聯盟                      | 南斯拉夫共產主義者聯盟中央委員會                                       | 鐵托                                        |
| 克羅埃西亞社會主義共和國                      | 克羅地亞共產主義者聯盟                      | 克羅地亞共產主義者聯盟中央委員會                                       | 弗拉迪米尔·巴卡里奇                         |
| 叙利亚复兴党政权                              | 阿拉伯复兴社会党－叙利亚地区                | 阿拉伯復興社會黨—敘利亞地區中央委員會                                  | 巴沙爾·阿薩德                               |
| 民主柬埔寨                                    | 柬埔寨共产党                                | 柬埔寨共产党中央委员会                                                 | 波尔布特                                    |
| 緬甸聯邦                                      | 緬甸社會主義綱領黨                          | 緬甸社會主義綱領黨中央委員會                                           | 吳奈溫                                      |

### 其他政黨
| 主權國家 | 政黨               | 中央黨務機構                   | 政黨領袖               |
| -------- | ------------------ | ------------------------------ | ---------------------- |
| 中華民國 | 中國國民黨         | 中國國民黨中央委員會           | 朱立倫                 |
| 中華民國 | 民主進步黨         | 民主進步黨中央執行委員會       | 賴清德                 |
| 中華民國 | 新黨               | 新黨全國委員會                 | 吳成典                 |
| 中華民國 | 台灣勞動黨         | 台灣勞動黨中央委員會           | 吳榮元                 |
| 中華民國 | 台灣民眾黨         | 台灣民眾黨中央委員會           | 黃國昌                 |
| 美国     | 民主黨             | 民主黨全國委員會               | 托马斯·佩雷斯          |
| 美国     | 共和黨             | 共和黨全國委員會               | 羅娜·麥克丹尼爾        |
| 新加坡   | 人民行動黨         | 新加坡人民行動黨中央執行委員會 | 颜金勇                 |
| 巴基斯坦 | 巴基斯坦人民黨     | 巴基斯坦人民黨中央委員會       | 比拉瓦尔·布托·扎尔达里 |
| 巴勒斯坦 | 法塔赫             | 法塔赫中央委員會               | 马哈茂德·阿巴斯        |
| 巴勒斯坦 | 巴解组织           | 巴勒斯坦中央委員會             | 劳希·法图赫            |
| 盧森堡   | 左翼黨             | 左翼黨中央委員會               | 集體領導               |
| 法國     | 法國社會黨         | 法國社會黨全國委員會           | 奥利维耶·富尔          |
|          | 幾佛獨立黨         | 幾佛獨立黨中央委員會           | 多明戈斯·西蒙斯·佩雷拉 |
|          | 人民民主與正義陣線 | 人民民主正義與陣線中央委員會   | 伊薩亞斯·阿費沃基      |
| 安哥拉   | 安哥拉人民解放運動 | 安哥拉人民解放運動中央委員會   | 若昂·洛伦索            |
| 纳米比亚 | 納米比亞人組黨     | 納米比亞人組黨中央委員會       | 哈格·根哥布            |
| 葉門     | 也門社會黨         | 也門社會黨中央委員會           | 阿卜杜拉赫曼·萨卡夫    |